# Klenova (inslagkrater)
Klenova is een inslagkrater op de planeet Venus. Klenova werd in 1985 genoemd naar de Sovjet-Russische mariene geoloog Maria Kljonova (1898-1976).
De krater heeft een diameter van 141 kilometer en bevindt zich in het quadrangle Snegurochka Planitia (V-1).